# Apple II
Apple II (в наименовании различных моделей использовались также стилизованные написания Apple ][ и Apple //) — первый персональный компьютер, серийно выпускавшийся компанией Apple Computer. Apple II стал прямым наследником любительского компьютера Apple I, никогда не производившегося в больших количествах, но уже содержавшего многие идеи, которые обеспечили успех Apple II.
Компьютер был впервые представлен в апреле 1977 года на выставке West Coast Computer Faire и стал одним из первых и наиболее успешных персональных компьютеров того времени. Производилось несколько моделей Apple II, и наиболее популярная из них, с относительно небольшими изменениями, продавалась до 1990-х годов. Всего было произведено от 5 до 6 миллионов экземпляров Apple II.
В отличие от конкурентов, внешний вид Apple II разрабатывался так, чтобы он органично смотрелся на офисном столе, а не в качестве оснащения специальных компьютерных залов и вычислительных центров. Также компьютер обладал уникальными для того времени возможностями, включая цветной графический режим, пусть и с определёнными ограничениями, воспроизведение звука. По сравнению с более ранними машинами эти возможности были хорошо документированы и просты в изучении. Тем самым, Apple II дал начало революции в области персональных компьютеров: это была машина для обычных людей, а не только для любителей, учёных или инженеров.

## Оригинальный Apple II
Первые компьютеры Apple II, появившиеся в продаже 5 июня 1977 года, были оснащены процессором MOS Technology 6502 с тактовой частотой 1 МГц, 4 КБ ОЗУ (расширяемыми до 48 КБ), 4 КБ ПЗУ, содержавшее монитор и интерпретатор Integer BASIC (он же Basic для целочисленных операций), интерфейсом для подключения кассетного магнитофона.
Видеоконтроллер имел несколько режимов.
- Текстовый, 24 строки по 40 символов, чёрно-белый. Символы могли быть обычными, инверсными и мигающими;
- Графический монохромный с разрешением 280×192, и цветной с разрешением 140×192 пикселя при 6 цветах. Первые 2 года производства Apple-II число цветов было всего 4. Затем путём несложной коррекции (опубликованной в журнале «Byte» в 1980 году) цветов стало 6. Цвет имел существенные ограничения.

Точки в чётных столбцах экранного байта могли быть черными, фиолетовыми или голубыми, а точки
в нечётных столбцах могли быть чёрными, зелеными или красными. Невозможно смешать цвета зелёный и голубой, зелёный и красный или фиолетовый и красный в одном и том же экранном байте. Если бит — 0, то соответствующая точка погашена, а две «единичные» точки, расположенные рядом, всегда отображаются белыми, даже если они относятся к различным байтам. Для текста такой цвет не годится, а для игр это означает лишь, что цветовое разрешение — вдвое ниже (140×192).
- Графический низкого разрешения, 40 на 48 цветных элементов при 16 цветах.

Надпись на табличке: «Компьютеры изменили повседневную жизнь американцев. Представленный в 1977 году Apple II был доступным для потребителя и коммерчески успешным, что помогло вступить в эпоху персональных компьютеров и сделать Соединённые Штаты Америки мировым лидером компьютерной революции.»

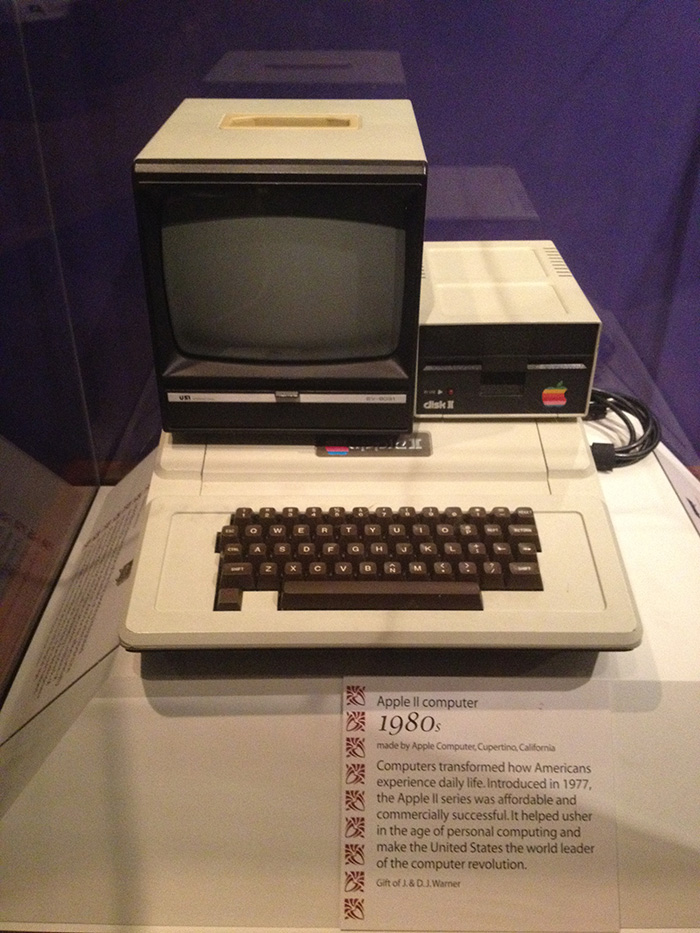
Apple II в Национальном музее Американской истории в Вашингтоне.Надпись на табличке: «Компьютеры изменили повседневную жизнь американцев. Представленный в 1977 году Apple II был доступным для потребителя и коммерчески успешным, что помогло вступить в эпоху персональных компьютеров и сделать Соединённые Штаты Америки мировым лидером компьютерной революции.»

Допускались смешанные режимы, в которых 4 нижние строки экрана отводились под текст, а оставшаяся верхняя часть — под графику высокого или низкого разрешения. Всего использовались две страницы по 8 КБ для графики высокого разрешения, и две по 1 КБ — для текста либо графики низкого разрешения. Эти страницы располагались по фиксированным адресам ОЗУ и, если соответствующий видеорежим не использовался, могли использоваться как обычное ОЗУ. Во время обратного хода луча развёртки видеоконтроллер продолжал инкрементировать адреса памяти, из-за чего после каждой текстовой или графической строки в памяти располагались неиспользуемые байты (некоторые программы использовали их для хранения своих данных).
Для синхронизации доступа к ОЗУ процессора и видеоконтроллера Стив Возняк догадался использовать уникальную особенность моторола-производных процессоров, в которых в каждом такте процессор обращается к ОЗУ только половину периода (во второй половине периода он выполняет внутренние операции, и шина свободна). Это позволило избежать применения циклов ожидания, что характерно для бытовых компьютеров на 8080/Z80.
Для подключения монитора либо телевизора (через модулятор) использовался композитный видеовыход в формате NTSC. В компьютерах, продававшихся в Европе, использовался дополнительный кодер PAL, размещённый на плате расширения.
Звук обеспечивался динамиком, управляемым через регистр в памяти (использовался 1 бит).
Компьютер имел 8 слотов расширения, один из которых обычно занимала плата расширения ОЗУ, остальные же, как правило, использовались для обеспечения ввода-вывода (последовательные и параллельные порты, контроллеры внешних устройств).
Начальная розничная цена компьютера составляла 1298 долларов США с 4 КБ ОЗУ, либо 2638 долларов за модель с 48 КБ.
С тем, чтобы отразить уникальную на тот момент особенность — цветную графику, логотип на корпусе компьютера содержал цвета радуги. Этот логотип компания сохраняла до начала 2000 года.
Появившийся к лету 1978 года 5¼-дюймовый дисковод Disk II предоставил пользователям значительно больший объём для сохранения данных. Дисководы (до 2 штук) подключались через карту контроллера, вставляемую в один из слотов расширения (обычно, слот 6). Дисководы позволяли (используя DOS 3.3) записывать 35 дорожек, содержащих 16 секторов по 256 байт на одной стороне дискеты. Таким образом, на дискету записывалось 140 КБ. Однако пользователи Apple II очень часто использовали односторонние дискеты как двухсторонние, вырезая вторую прорезь защиты от записи и вставляя дискету в дисковод «вверх ногами». Продавались и двухсторонние дискеты с вырезами с обеих сторон, однако они стоили дороже. На практике качество магнитного покрытия на обратной стороне односторонней дискеты было достаточным для записи данных (магнитное покрытие даже у односторонних дискет наносилось на обе стороны диска, чтобы предотвратить его коробление).
Интерфейс Disk II, созданный Стивом Возняком, до сих пор считается[кем?] образцом инженерного искусства за экономию электронных компонентов. В то время как другие подобные контроллеры состояли из множества микросхем для синхронизации ввода-вывода с вращением диска, позиционирования головки на нужную дорожку и кодирования данных в магнитные импульсы, контроллер Стива насчитывал лишь несколько микросхем; процессор программно выполнял большую часть этих функций. Использованный в контроллере принцип кодирования Group Code Recording было намного проще реализовать программно, чем обычно используемый MFM. Согласно легенде, Стив повторял разводку платы контроллера несколько раз, когда понимал, что перенос ещё одной функции в программу позволит ему устранить ещё одну микросхему. В качестве побочного эффекта такая схема упростила разработчикам проприетарного программного обеспечения реализацию защиты от копирования своих носителей. Хотя сразу же появились программы для взлома защит и копирования, большое количество коммерческого ПО так и не удалось взломать.

## Другие модели семейства

### Apple II Plus

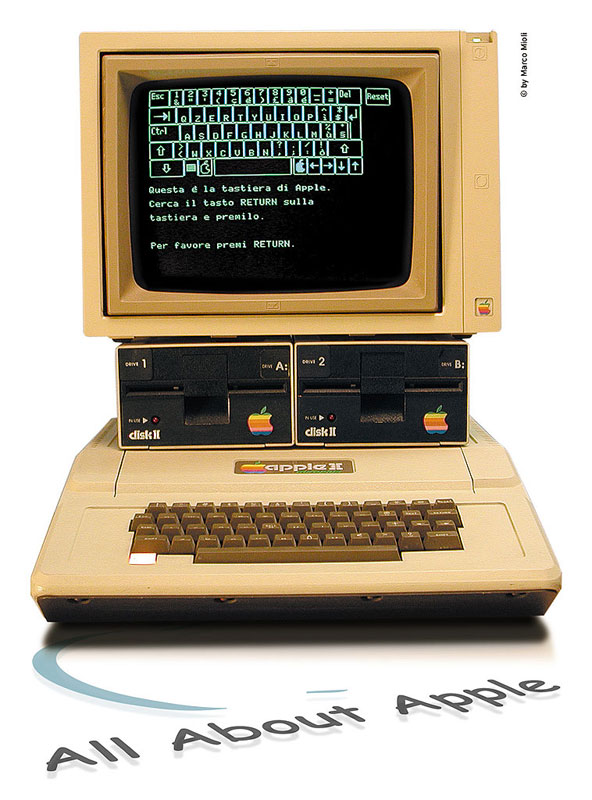
Apple II Plus с двумя дисководами

В июне 1979 года оригинальная модель была замещена моделью Apple II Plus (Apple ][+), в ПЗУ которой был помещён Applesoft BASIC, разработанный Microsoft. Для предыдущей модели эта возможность предоставлялась в виде обновления. Этот диалект поддерживал операции с плавающей точкой и стал стандартным диалектом Бейсика для компьютеров Apple.
Apple II Plus имел 48 КБ ОЗУ, расширяемое до 64 КБ с помощью карты расширения language card, вставляемой в слот 0. Микропроцессор 6502 поддерживал максимум 64 КБ памяти, и машина с 48 КБ ОЗУ достигала этого предела, используя оставшиеся 16 КБ под ПЗУ и адреса ввода-вывода. Поэтому дополнительная память на language card включалась вместо встроенного ПЗУ, позволяя использовать код, загруженный в дополнительную память так, как если бы этот код был в стандартном ПЗУ. Пользователи могли загружать код Integer BASIC на language card и переключаться между двумя диалектами Бейсика вызовом команд Apple DOS INT и FP точно так же, как если бы на компьютере стояла карта расширения ПЗУ. Language card также требовалась для работы компиляторов UCSD Pascal и FORTRAN 77, выпущенных Apple примерно в то же время. Они работали под своей операционной системой: — UCSD p-System, которая имела собственный формат диска и содержала «виртуальную машину», что позволяло работать на различных платформах.

### Apple IIe

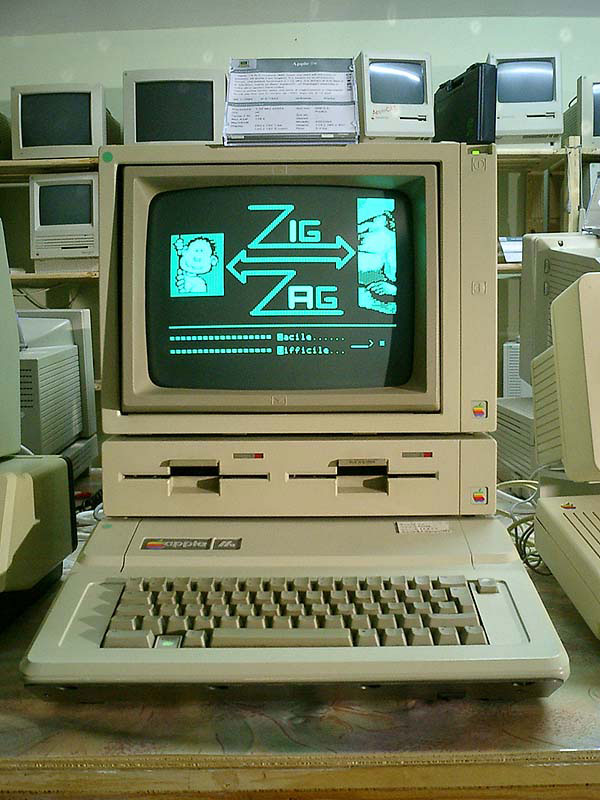
Apple IIe с накопителем DuoDisk и монитором Monitor

В 1983 году за Apple II Plus последовала модель Apple IIe, удешевлённая за счёт использования новых микросхем, но с большими возможностями, такими как отображение строчных букв и 64 КБ ОЗУ. Работа с памятью выглядела так же, как в Apple II Plus с картой language card. Эта модель выпускалась в двух основных модификациях — сначала Apple ][е, затем (с марта 1985 года) — Apple //e (также известная под названием Enhanced IIe, использовавшая более новый процессор 65C02, а также новую прошивку встроенного программного обеспечения и знакогенератора). В свою очередь, незначительной модификацией Enhanced IIe была модель Platinum IIe, отличавшаяся цветом корпуса и наличием цифровой клавиатуры. Разница в написании «][e» и «//e» соответствует оформлению текста, выводившегося соответствующими моделями на экран при включении.

### Apple IIc

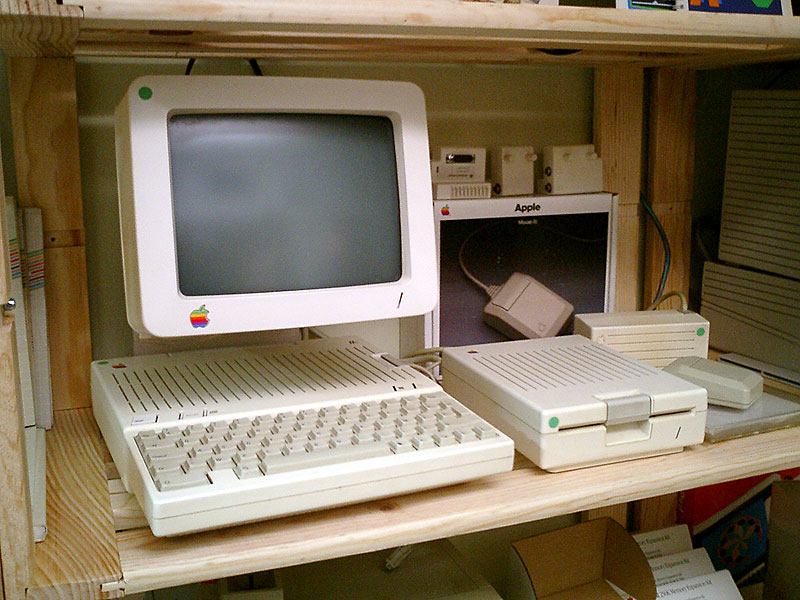
Apple IIc с дополнительным накопителем Disk IIc

В апреле 1984 года Apple выпустила Apple IIc в качестве «портативного» варианта Apple II (под портативностью здесь понимается возможность легко перенести компьютер с места на место; из-за отсутствия аккумулятора и встроенного дисплея компьютер не был по-настоящему портативным в том смысле, как этот термин понимается сейчас). Модель «IIc» даже снабжалась ручкой для переноски, которая убиралась под корпус, позволяя установить компьютер в удобное для печатания положение.
«Apple IIc» стал первой моделью, использующей обновлённый процессор 65C02, кроме того, имелся встроенный дисковод, 128 КБ ОЗУ, встроенный дисковый контроллер (для подключения внешних приводов), композитный видеовыход (NTSC и PAL), последовательный порт для подключения модема и принтера, а также порт джойстика/мыши. В отличие от предыдущих моделей, «IIc» не имел слотов расширения. Также на переднюю панель было вынесено два дополнительных переключателя: раскладки клавиатуры и разрешения текстового режима (40 или 80 колонок текста).
Apple IIc, как наиболее впечатляющее на тот момент достижение в области информатики, экспонировался и даже был вынесен на обложку каталога на выставке «Информатика в жизни США», проходившей в 1987—1988 годах в СССР. Эта выставка демонстрировала успехи США в области вычислительной техники, о её уровне можно судить по тому, что каталог открывался обращением президента США Рональда Рейгана к её посетителям.

### Apple IIGS

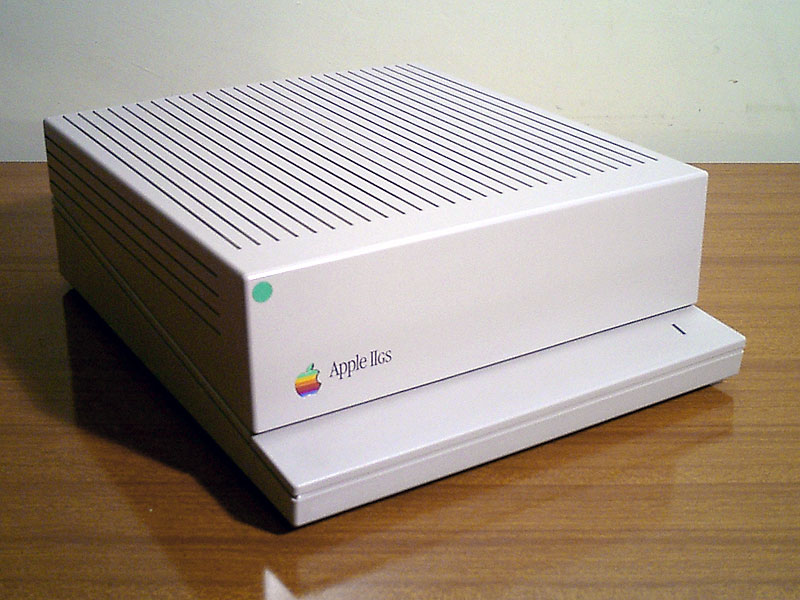
Apple IIGS

В 1986 году семейство Apple II пополнилось радикально новой моделью: — Apple IIGS.
16-разрядный микропроцессор 65C816 на частоте 2,8 МГц с 24-разрядной адресацией позволял адресовать 8 МБ памяти без переключений банков памяти, как это было на старых моделях. Два совершенно новых графических режима с палитрой в 4096 цветов; хотя лишь 16 цветов из общей палитры в 800 (в разрешении 640 × 200) или из палитры в 3200 (в разрешении 320 × 200) могли использоваться одновременно в одной строке. При этом уникальной особенностью Apple IIGS была возможность задавать своё разрешение (640 или 320 точек) для каждой строки экрана.
Apple IIGS стоит в стороне от остальных моделей семейства Apple II, но и выводит эту платформу к следующему поколению компьютеров, сохраняя при этом почти полную обратную совместимость со всем семейством. Секрет этой совместимости — в специальной микросхеме Mega II, которая содержит всю функциональность Apple IIe, что, совместно с режимом эмуляции 65C02 в микропроцессоре 65C816 обеспечивало полную совместимость для существующего программного обеспечения.
В отличие от остальных компьютеров семейства Apple II, в конструкции Apple IIGS использовалась отдельная от системного блока клавиатура, подключаемая по интерфейсу ADB (совместимая также с компьютерами Macintosh того времени).

### Apple IIc Plus

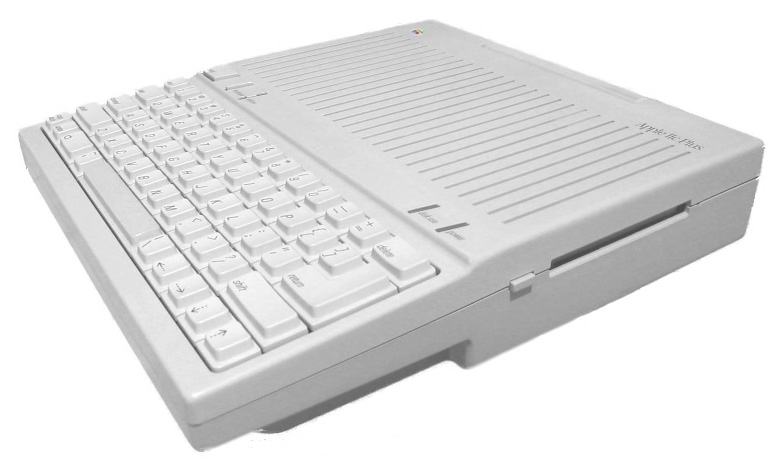
Apple IIc Plus

Последний полнофункциональный компьютер семейства Apple II — это Apple IIc Plus, появившийся в 1988 году. Тот же размер и форма корпуса, что и у «IIc», но 5¼-дюймовый дисковод заменён на 3½-дюймовый, блок питания встроен в корпус, процессор заменён на быстрый 65C02 с частотой 4 МГц; программы для 8-разрядных Apple II работали на нём даже быстрее, чем на Apple IIGS.

### Apple IIe Card

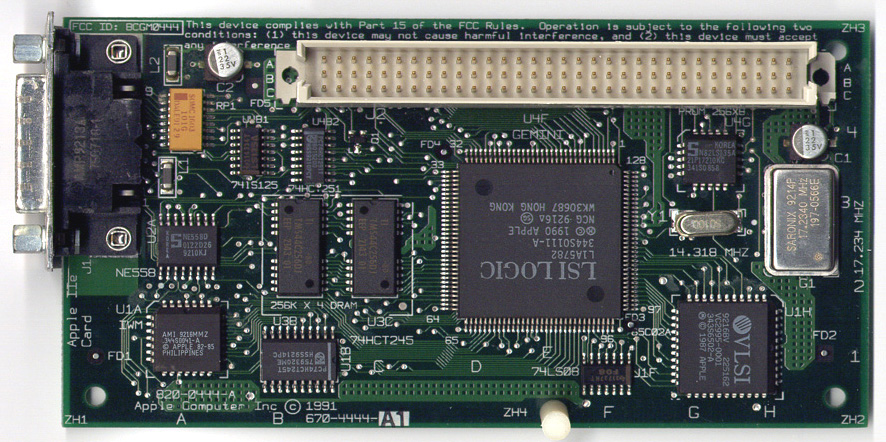
Apple IIe Card

Apple IIe Card представляла собой реализацию Apple //e на плате расширения для шины PDS, предназначенной для установки в компьютеры Apple Macintosh серии LC. С такой платой Макинтош мог работать в режиме Apple //e. Эта плата была последним устройством с архитектурой Apple II, выпущенным фирмой Apple Computer.

## Программное обеспечение
Семейство Apple II было для своего времени лидирующим среди персональных компьютеров по рынку программного обеспечения, сопоставимый рынок существовал только для платформы CP/M, объединявшей системы многих различных производителей.
В основном на Apple II использовались операционные системы Apple DOS, ProDOS, UCSD P-System, CP/M (с картой CP/M). На Apple IIGS преимущественно использовалась система GS/OS. Наиболее часто использовавшиеся языки программирования — язык ассемблера, Applesoft BASIC, UCSD Pascal, Лого. Абсолютное большинство коммерческих программ для Apple II писалось в среде Apple DOS и впоследствии — ProDOS и GS/OS на языке ассемблера. Остальные среды программирования и операционные системы использовались в основном для написания пользователями программ для собственных нужд и для целей обучения, так как не позволяли создавать коммерчески конкурентоспособный по эффективности и универсальности код. Платформа CP/M использовалась для выполнения кода с компьютеров других производителей, но для разработки специально под Apple II не применялась, так как большинство компьютеров Apple II не было оснащено аппаратной поддержкой CP/M.

## Клоны

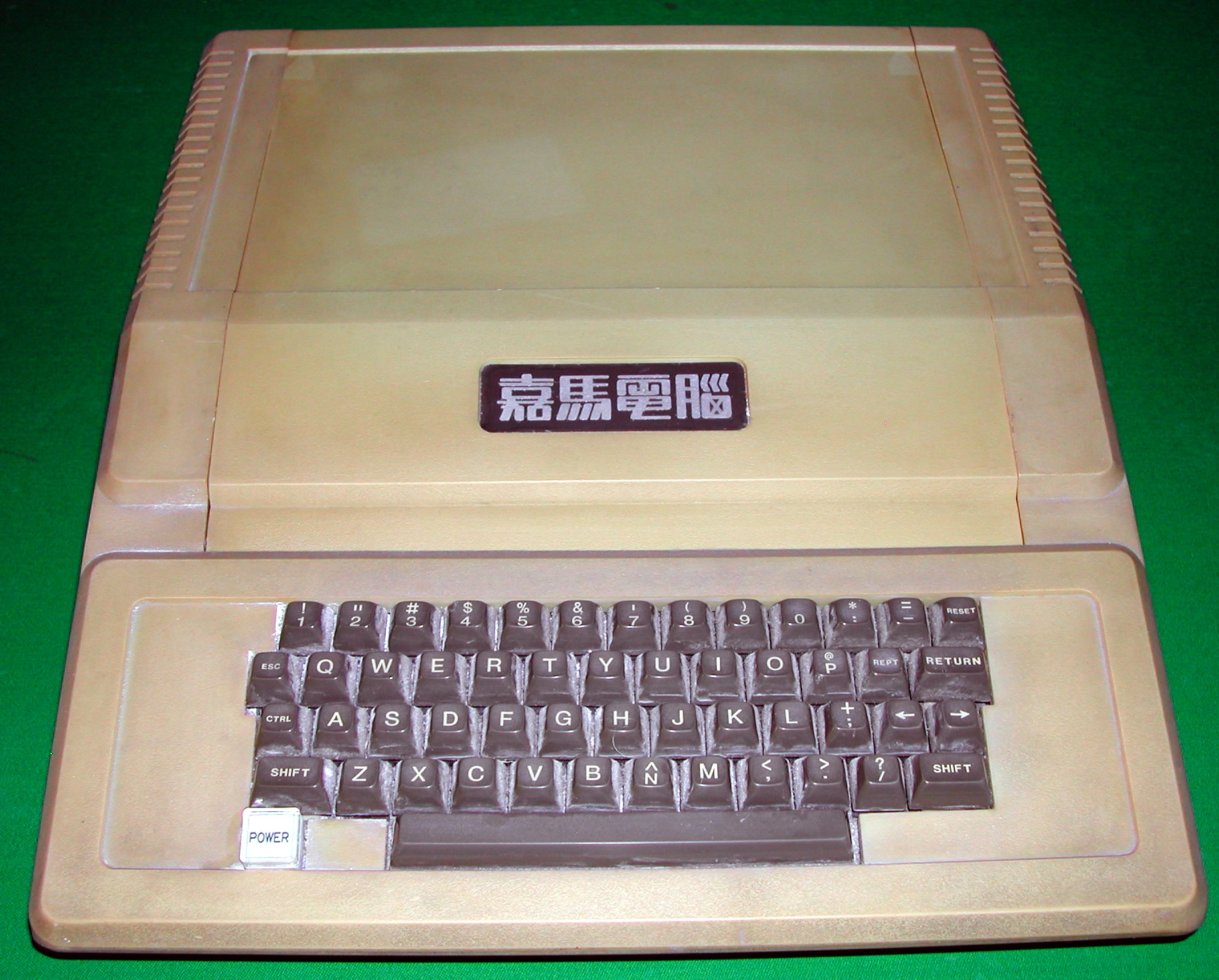
Тайваньский клон Apple II

Как и у IBM PC, у Apple II быстро появились клоны как в Соединённых Штатах, так и за их пределами. Многие из них имели «фруктовые» имена (например, «Pineapple»), с тем чтобы показать родство с оригинальным семейством. В Болгарии с 1982 года производилась серия «Правец 8» — практически полный клон Apple II, включая форму корпуса. Наибольшее количество клонов (до миллиона) было произведено на Тайване и в Китае.
В Советском Союзе был разработан и довольно долгое время (в 1984—1993 годах) производился компьютер «Агат» — частичный клон Apple II на советской элементной базе. Хотя «Агат» во многом имел оригинальные решения и не разрабатывался как полный клон, но на Западе его считали неудачным клоном. Изначально «Агат» позволял с минимальными доработками адаптировать DOS и использовать всё текстовое системное ПО. Предполагалось, что школьное ПО будет написано в СССР, а изобилие игр от Apple-II только повредит обучению, отвлекая школьников. Лишь в конце 80-х был начат выпуск Apple-совместимых версии Агат-7 и −9. Обеспечивалась совместимость лишь на уровне самой базовой версии с ОЗУ всего 48 кб, но это уже позволяло использовать большую часть игр.
В Бразилии на Microdigital Electronica производилось несколько клонов Apple II — TK 2000, TK 3000 IIe и других.

## Эмуляция
В настоящее время существует несколько эмуляторов Apple II для различных платформ, в том числе для мобильных телефонов. Ряд образов оригинальных дисков для этого компьютера доступен бесплатно. Существовал даже проект «The Lost Classics Project», цель которого — убедить владельцев авторских прав на классическое программное обеспечение для Apple II предоставить эти программы в свободный доступ; таким образом было «освобождено» множество программ. Эмулятор Virtual ][ для платформы Mac OS X написан с таким вниманием к деталям, что даже точно воспроизводит звуки установки в привод и вращения дискет, позиционирования головки дисковода и печати на матричном принтере.